# Fiberskinn
Fiberskinn (Fibricium rude) är en svampart som först beskrevs av Petter Adolf Karsten, och fick sitt nu gällande namn av Jülich 1974. Fiberskinn ingår i släktet Fibricium, ordningen Hymenochaetales, klassen Agaricomycetes, divisionen basidiesvampar och riket svampar.  Arten är reproducerande i Sverige. Inga underarter finns listade i Catalogue of Life.